# Pierre Bosquet
Pour les articles homonymes, voir Bosquet (homonymie).
Pierre Bosquet, né le  8 novembre 1810 à Mont-de-Marsan et mort à Pau le 3 février 1861, est un maréchal de France. 
Il s'illustre durant la conquête de l'Algérie puis au commandement d'un corps d'armée pendant la guerre de Crimée.

## Biographie

### Jeunesse
Né à Mont-de-Marsan, il est le fils de Joseph François Bosquet, receveur de l'enregistrement des domaines et conservateur des hypothèques à Mont-de-Marsan, et de Marie Anne Couat. Entré à l'École polytechnique en 1829, il figure parmi les élèves qui participent à l'insurrection qui fait chuter le roi Charles X en 1830.
De 1831 à 1833, il est sous-lieutenant à l'école d'application de l'artillerie à Metz, puis sert au 10e régiment d'artillerie.

### Conquête de l'Algérie
En 1834, il est envoyé en Algérie où il se distingue par ses qualités morales. Promu capitaine en 1839, il passe au 4e régiment d'artillerie, et se distingue à Sidi Lakhdar et Oued Mellah. 
En 1841, il passe dans l'infanterie. Le 5 juin 1842, il est nommé chef de bataillon et commande le 2e bataillon de tirailleurs indigènes d'Oran. Il se distingue le 14 mai 1843 au cours d'une opération contre la tribu des Flittas. Il est promu lieutenant-colonel en 1845 et affecté au 53e de ligne puis, promu colonel, il commande le 16e de ligne en 1847.
À partir de 1848, commandant successivement les districts d'Oran, Mostaganem et Setif, il participe à la répression d'une insurrection en Kabylie. Blessé sérieusement à l'épaule, il est promu pour fait d'armes au grade de général de brigade. À cette époque avec six citations à l'ordre de l'armée, il est l'un des généraux les plus brillants de l'armée d'Afrique.

### Guerre de Crimée
Bosquet est l'un des premiers choisis pour participer à la guerre de Crimée et, lors de la bataille de l'Alma, sa division lance l'offensive française. Lorsque les troupes franco-britanniques montent le siège à Sébastopol, les deux divisions du corps de Bosquet sont chargées de leur protection. Le 25 octobre 1854, assistant à la charge de la Brigade légère, il a ce mot célèbre : « C'est magnifique, mais ce n'est pas la guerre ». L'intervention de Bosquet lors de la bataille d'Inkerman (5 novembre 1854) permet d'assurer la victoire alliée. En 1855, le corps d'infanterie de Bosquet occupe l'aile droite des armées de siège, en face du Mamelon et de Malakoff. Bosquet conduit lui-même ses troupes dans la prise du Mamelon (7 juin) et, lors du grand assaut du 8 septembre, il est à la tête de toutes les troupes. Il est grièvement blessé lors de la bataille de Malakoff. 
Les fondateurs de L'Œuvre des Écoles d'Orient, Augustin Louis Cauchy et Charles Lenormant, plus connue actuellement sous le nom de L’Œuvre d’Orient, lui proposent la présidence de leur jeune association mais il se contente de la présidence d’honneur pendant deux ans, entre 1856 et 1858.

### Dernières années
À l'âge de 45 ans, Bosquet, qui est l'un des chefs militaires les plus en vue d'Europe, devient sénateur et maréchal de France, mais sa santé décline rapidement, et il meurt quelques années plus tard. Il est inhumé au cimetière urbain de Pau. 
Il est décoré de l'ordre du Bain, de la Grand-croix de la Légion d'honneur et de l'ordre du Médjidié de 1re classe.
En 1874, un village nouvellement fondé dans le Dahra, région à l'est de Mostaganem, prend le nom de Bosquet, aujourd'hui rebaptisé Hadjadj.

## Décorations
- Médaille militaire (1er novembre 1855)[5]
- Grand-croix de la Légion d'honneur (22 septembre 1855)

## Divers
Le maréchal Bosquet a laissé son nom à la caserne Bosquet de Mont-de-Marsan, occupée de 1875 à 1998, notamment par le 6e régiment de parachutistes d'infanterie de marine. Une rue de la commune porte également son nom.
En 1864, le boulevard de l'Alma à Paris est renommé avenue Bosquet en son honneur. Il existe aussi une avenue Bosquet à Pau et une statue.
Maxime du Camp dit de lui : « L'activité, la précision de Bosquet, étaient d'autant plus extraordinaires que dans les marches, dans les campements, dans les jours de bataille aussi bien que dans les jours de repos, il était suivi de deux ou trois cantinières, comme un sultan est suivi de son harem : on en plaisantait et on l'appelait Bosquet-Pacha. Cette passion qu'il ne sut jamais réfréner et qui s'exerçait sans choix, semblait laisser ses forces intactes ».

## Galerie

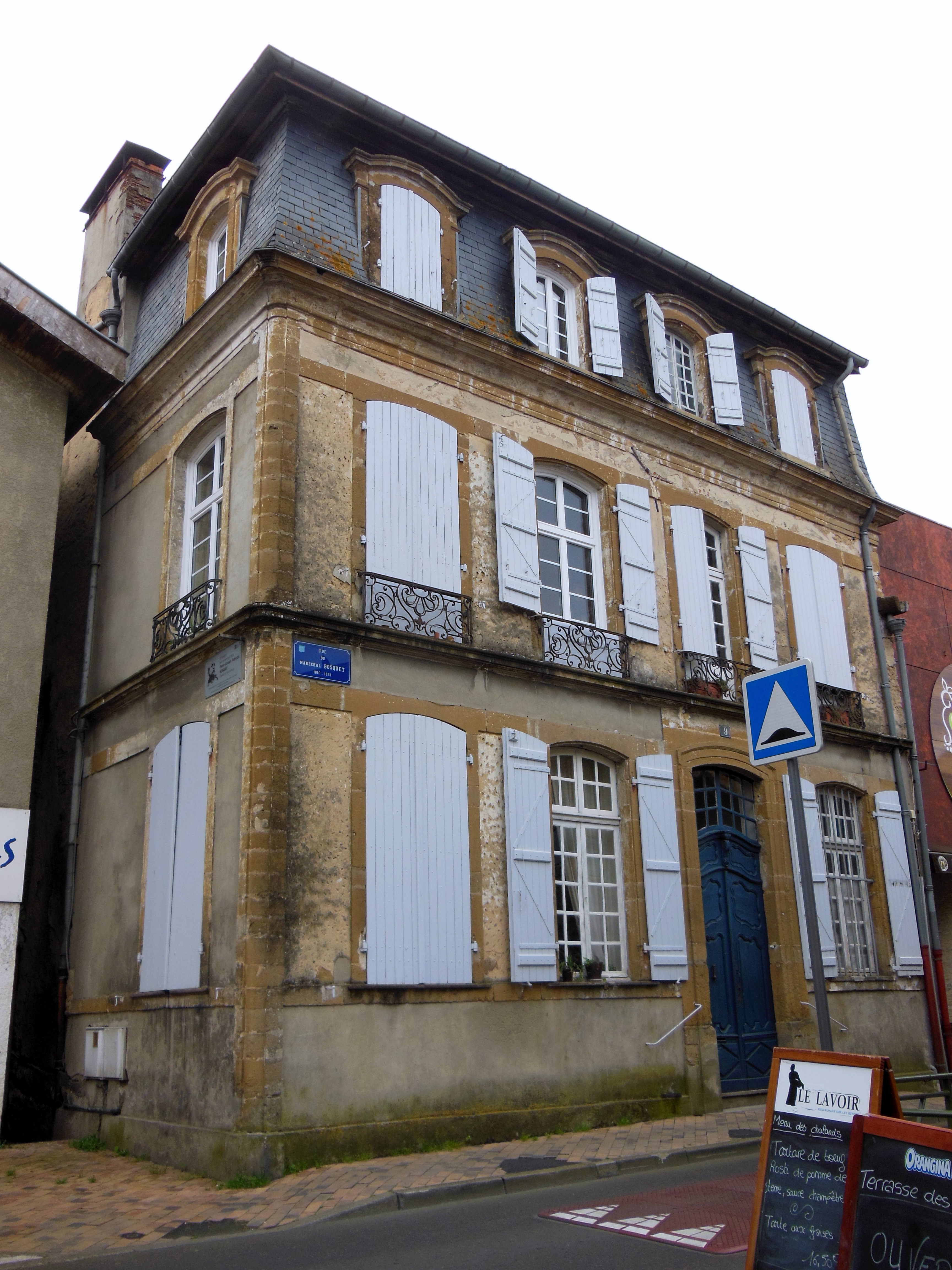
Maison natale de Pierre Bosquet, 9, rue Maréchal-Bosquet à Mont-de-Marsan.
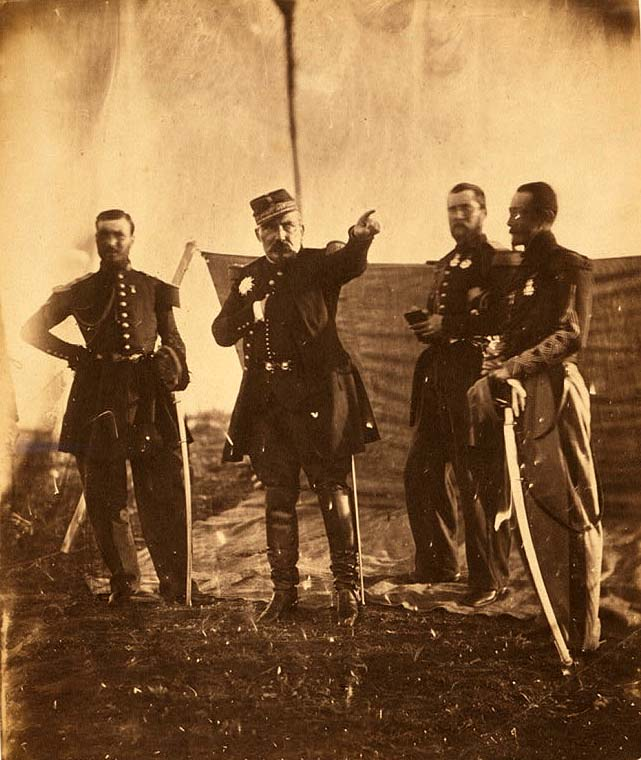
Le général Bosquet et ses aides de camp en Crimée, en 1855.
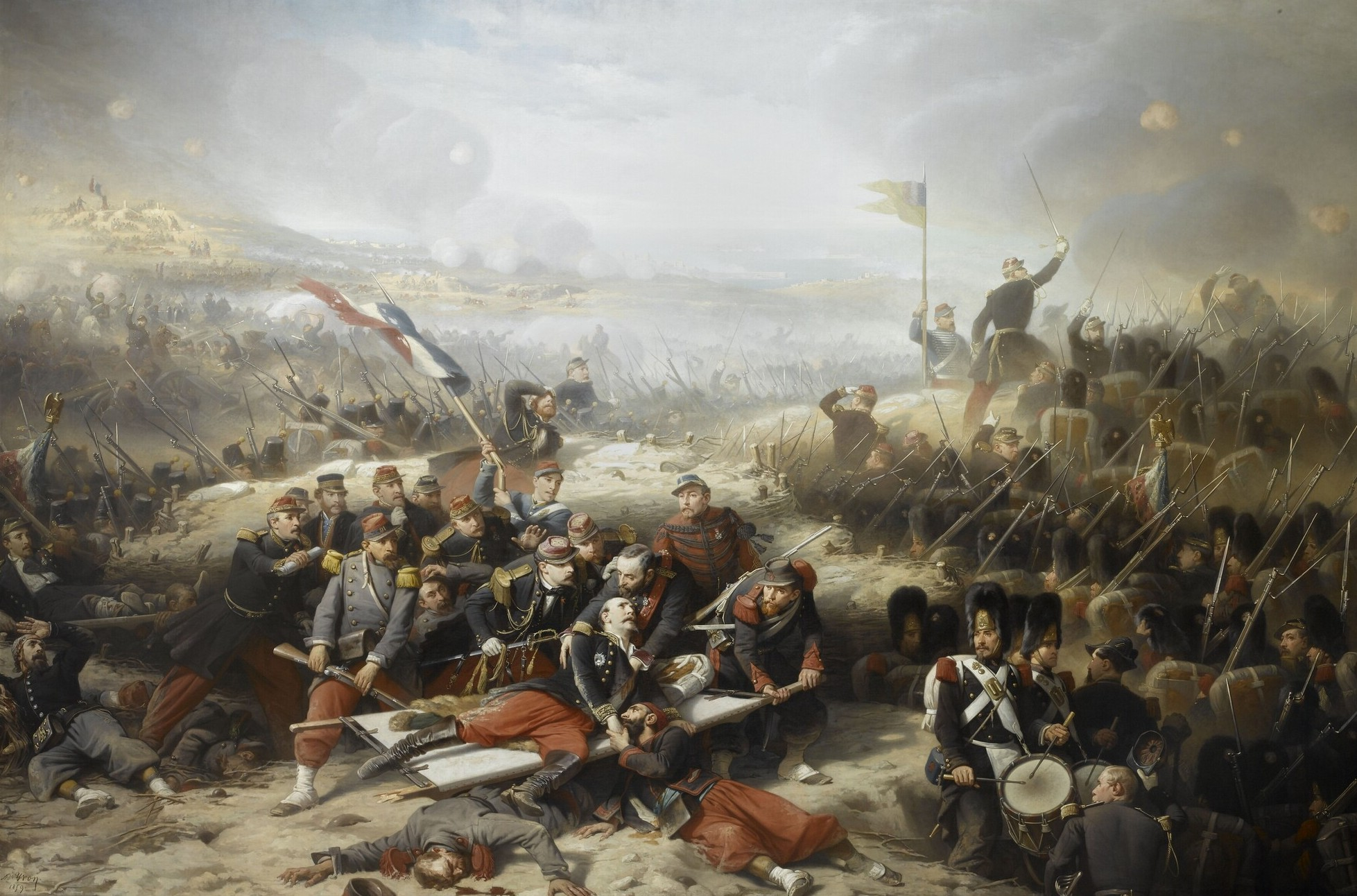
Le général Bosquet blessé lors de l'assaut sur la tour Malakoff le 8 septembre 1855.
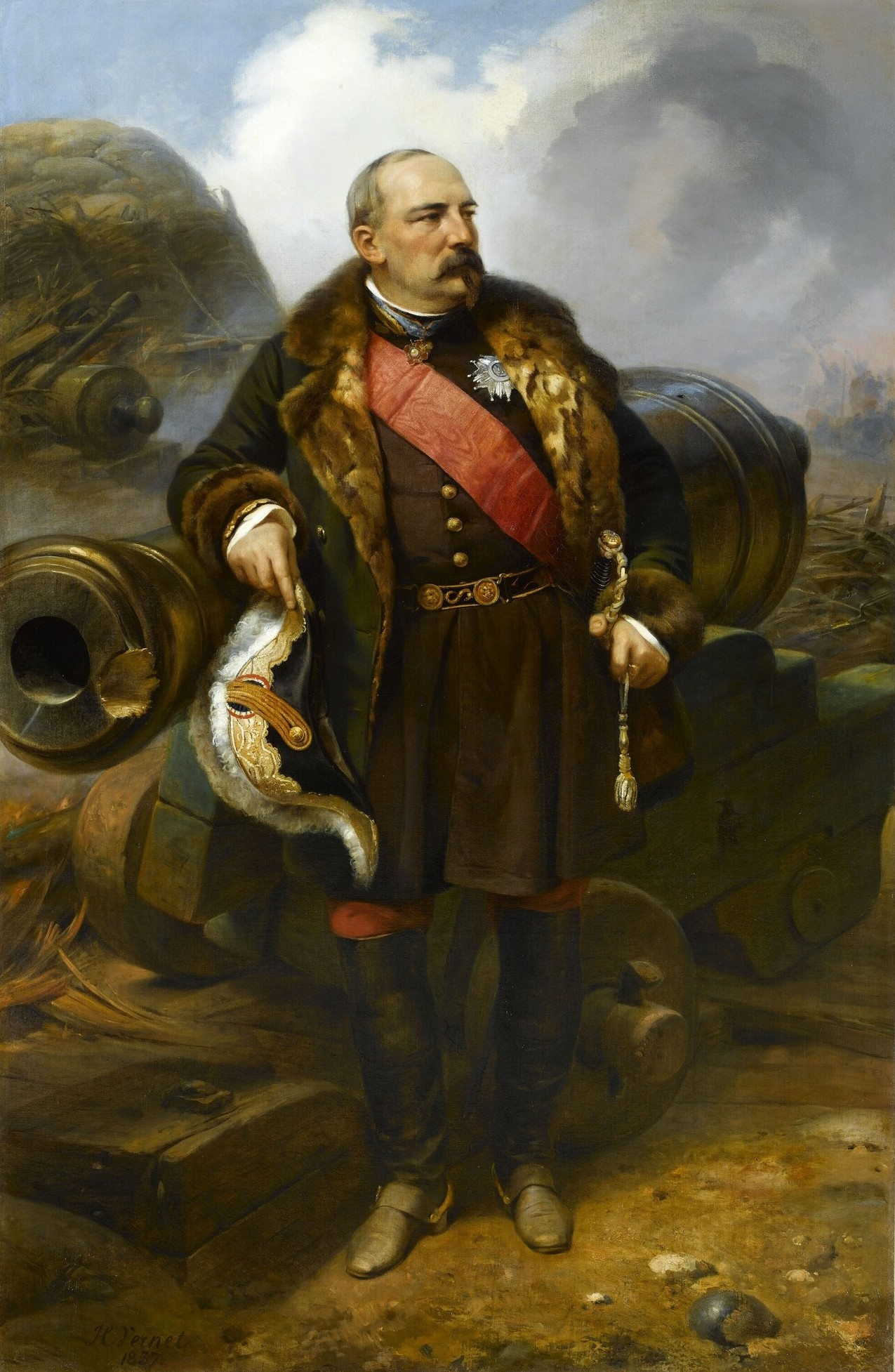
Pierre Joseph François Bosquet, maréchal de France après la guerre de Crimée, Horace Vernet, 1857.
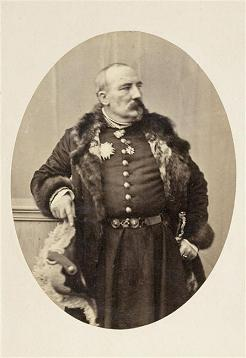
Photographie du maréchal Bosquet à la fin de sa vie.

#### Sources secondaires
- Hippolyte Castille, Le maréchal Bosquet, Paris, Dentu, 1859, 60 p. (lire en ligne)
- Hilarion Barthéty, Le maréchal Bosquet, souvenirs d'histoire locale, Pau, Vignancour, 1894, 316 p. (lire en ligne)
- [Cabannes 1934] Gabriel Cabannes, Galerie des landais, t. 3, Hossegor, Chabas, 1934, 456 p. (lire en ligne), p. 93-99

#### Sources primaires
- Lettres du Maréchal Bosquet (1830-1858), Paris, Berger-Levrault, 1894, 400 p. (lire en ligne)